# III (Moderat)
III è il terzo album in studio del supergruppo tedesco Moderat, pubblicato il 1º aprile 2016 dalla Monkeytown Records.

## Tracce
Musiche di Gernot Bronsert, Sascha Ring e Sebastian Szary, eccetto dove indicato.
1. Eating Hooks – 4:32 (testo: Simon Brambell, Sascha Ring)
2. Running – 3:51 (testo: Elisa Mishto, Sascha Ring)
3. Finder – 5:20
4. Ghostmother – 5:57 (testo: Simon Brambell, Sascha Ring – musica: Gernot Bronsert, Sascha Ring Sebastian Szary, Laila Samuelsen)
5. Reminder – 3:54 (testo: Simon Brambell, Sascha Ring)
6. The Fool – 4:12 (testo: Simon Brambell, Sascha Ring)
7. Intruder – 4:38 (testo: Elisa Mishto, Sascha Ring)
8. Animal Trails – 4:38
9. Ethereal – 5:28

Tracce bonus nell'edizione digitale
- Instrumentals

1. Eating Hooks (Instrumental Version) – 4:31
2. Running (Instrumental Version) – 3:51
3. Finder – 5:20
4. Ghostmother (Instrumental Version) – 5:57 (musica: Gernot Bronsert, Sascha Ring Sebastian Szary, Laila Samuelsen)
5. Reminder (Instrumental Version) – 3:54
6. The Fool (Instrumental Version) – 4:12
7. Intruder (Instrumental Version) – 4:37
8. Animal Trails – 4:38
9. Ethereal (Instrumental Version) – 5:28

- Bonus Tracks & Remixes

1. Eating Hooks (NGHT DRPS Remix) – 5:14
2. Reminder (Hodges More Amor Remix) – 5:42
3. Eating Hooks (Siriusmo Remix) – 4:38
4. Fondle – 4:55
5. Ethereal (Benjamin Damage Remix) – 4:04
6. Intruder (Skeemask Remix) – 5:12
7. Ethereal (More Ethereal by RK) – 4:55
8. Invaluable Waste from the Outlying Districts Pt. 01 – 7:23
9. Invaluable Waste from the Outlying Districts Pt. 02 – 7:42
10. Invaluable Waste from the Outlying Districts Pt. 03 – 16:45

CD bonus nell'edizione deluxe
1. Reminder – 3:53 (testo: Simon Brambell, Sascha Ring)
2. Fondle – 4:55
3. Reminder (Special Request Remix) – 6:23 (testo: Simon Brambell, Sascha Ring)
4. Reminder (Answer Code Request Remix) – 5:37 (testo: Simon Brambell, Sascha Ring)

## Formazione
Hanno partecipato alle registrazioni, secondo le note di copertina:
Gruppo
- Gernot Bronsert – produzione, voce aggiuntiva (traccia 4)
- Sascha Ring – produzione, voce
- Sebastian Szary – produzione, voce aggiuntiva (traccia 4)

Altri musicisti
- Layla Samuelsen – voce aggiuntiva (tracce 4 e 5)
- Raymond Merkel – corno (tracce 4 e 9)
- Finn Wiesner – corno (tracce 4 e 9)
- Achim Rothe – corno (tracce 4 e 9)
- Ropert Protzmann – basso (traccia 7)

Produzione
- Gernot Bronsert – registrazione
- Sascha Ring – registrazione
- Sebastian Szary – registrazione
- Felix Zoepf – assistenza alla registrazione
- Bo Kondren – mastering
- Pfadfinderei – illustrazione